# بوشيني مزيف
بوشيني مزيف (الاسم العلمي: Puccinia notha) هو نوع من الفطريات يتبع جنس البوشيني من فصيلة البوشينية.